# Agriocnemis dabreui
Agriocnemis dabreui е вид водно конче от семейство Coenagrionidae. Видът е незастрашен от изчезване.

## Разпространение
Разпространен е в Индия (Асам, Западна Бенгалия и Мадхя Прадеш) и Мианмар.